# Sgt. Pepper's Lonely Hearts Club Band
Sgt. Pepper's Lonely Hearts Club Band je osmi album britanskog sastava The Beatles i smatra se jednim od najutjecajnijih albuma pop glazbe svih vremena prema američkom glazbenom časopisu 'Rolling Stone'. 
Album je dizajnirao jedan od najznačajnijih predstavnika britanskog pop arta Peter Blake, za što je bio honoriran sa svega 200 britanskih funti.

## Popis pjesama
Album Sgt. Pepper's Lonely Hearts Club Band prvi je studijski album koji ima istovjetne skladbe za britansko i američko tržište. Sve skladbe napisali su Lennon i McCartney, osim gdje je drugačije naznačeno.

### Strana prva
1. "Sgt. Pepper's Lonely Hearts Club Band" – 2:02
2. "With a Little Help from My Friends" – 2:44
3. "Lucy in the Sky with Diamonds" – 3:28
4. "Getting Better" – 2:47
5. "Fixing a Hole" – 2:36
6. "She's Leaving Home" – 3:35
7. "Being for the Benefit of Mr. Kite!" – 2:37

### Strana druga
1. "Within You Without You" (George Harrison) – 5:05
2. "When I'm Sixty-Four" – 2:37
3. "Lovely Rita" – 2:42
4. "Good Morning Good Morning" – 2:41
5. "Sgt. Pepper's Lonely Hearts Club Band (Ponovljena skladba)" – 1:18
6. "A Day in the Life" – 5:33

## Top ljestvica
| Godina | Ljestvica                          | Pozicija |
| ------ | ---------------------------------- | -------- |
| 1967.  | Billboard 200                      | #1       |
| 1967.  | VB Ljestvica albuma                | #1       |
| 1967.  | Australijska ARIA ljestvica albuma | #1       |
| 1967.  | Norveška ljestvica albuma          | #1       |

## Kontroverze
Zbog zabrinutosti da određene pjesme u albumu promoviraju korištenje droga, BBC ih je zabranio. To je bio slučaj s pjesmama Lucy in the Sky with Diamonds i A Day in the Life. 
BBC je zabranio puštanje zadnje pjesme u albumu, A Day in the Life, zbog stiha "I'd love to turn you on" (volio bih te napaliti), tvrdeći da riječi stiha potiču "popuštajući stav o drogama". Pjesma Lucy in the Sky with Diamonds također je zabranjena zbog špekulacija da prvo slovo svake imenice tvori kraticu LSD, unatoč tome što je John Lennon tvrdio da je pjesma nastala kao inspiracija na crtež njegovog sina Juliana. Specifično kao komentar na LSD u nazivu, komentirao je da će ljudi uvijek naći nešto čudno kada to traže. Kao kritiku mnogim ljudima koji pronalaze skrivena značenja u pjesmama Beatlesa, Lennon je napisao pjesmu I am the Walrus, s namjerom da ih zbuni.
Također fundamentalistički kršćani su bili nezadovoljni jer se kao jedna od osoba na omotu albuma nalazi i Aleister Crowley, koji je bio okultist. Također, stihovi 'it was twenty years ago today, Sgt. Pepper told a band to play' u pjesmi Sgt. Pepper's Lonely Hearts Club Band navodno su referenca na Crowleyja, koji je umro 1947. godine.

## 50. obljetnica albuma - "Sretan rođendan, naredniče Pepper!"
"Sretan rođendan, naredniče Pepper!" naziv je koncertnog spektakla Beatles Revival Orchestra u Lisinskom, u Zagrebu, 28. svibnja 2017. kojim će Hrvatska obilježiti 50. obljetnicu izlaska najvažnijeg albuma svih vremena, "Sgt. Pepper's Lonely Hearts Club Band" legendarnih Beatlesa.
Beatles Revival Orchestra je posebno oformljen za ovu priliku, a čini ga jedan od najdugovječnijih europskih tribute bendova, riječki Beatles Revival Band, te orkestar kojim će ravnati orkestrator i glazbeni producent Olja Dešić, uz posebno gostovanje Akademskog zbora "Ivan Goran Kovačić".
Koncert će biti podijeljen u dva dijela: izvedba kompletnog albuma "Sgt. Pepper's Lonely Hearts Club Band" te najvećih uspješnica iz cjelokupne karijere "čupavaca iz Liverpoola", uz gostovanje nekih od poznatih imena hrvatske glazbene scene. Riječkom Beatles Revival Bandu i orkestru Olje Dešića na pozornici Lisinskog pridružit će se: Neno Belan, Radojka Šverko, Aljoša Šerić, Daria Hodnik, Marko Tolja, Damir Kedžo, Detour, Luce,The Blondes, Mia Negovetić, Frano Živković, Akvarel, Vedran Božić, Stijepo Gleđ Markos, Bruno i Jan Kovačić, Diana Grubišić Ćiković, Zvjezdan Ružić, Bero Blažević i Tina Kresnik iz Parnog Valjka te Akademski zbor Ivan Goran Kovačić.
Britanski veleposlanik Andrew Dalgleish, također veliki fan Beatlesa, izjavio je ovim povodom: “Beatlesi su istinski britanski brend prepoznat svugdje u svijetu. Njihova glazba inspiracija je mnogim generacijama, a poruke ljubavi i zajedništva jednako su važne danas, kao i prije 50 godina. Drago mi je što će se obljetnica albuma "Sgt. Pepper's Lonely Hearts Club Band" obilježiti i u Hrvatskoj!".

## Vanjske poveznice
- Discogs.com - The Beatles - Sgt. Pepper's Lonely Hearts Club Band